# Britt Johansson (kulstötare)
Britt Maria Johansson, gift Malm, född 23 februari 1949, är en svensk före detta friidrottare (kulstötning och femkamp). Hon tävlade för Glanshammars IF. Hon utsågs år 1970 till Stor grabb/tjej nummer 274.